# Wideband CDMA
Wideband CDMA (WCDMA) ist ein CDMA-Verfahren (CDMA: Code Division Multiple Access, Codemultiplexverfahren), bei dem das zu sendende Signal stark gespreizt wird, so dass es eine größere Bandbreite einnimmt und somit weniger störanfällig gegen schmalbandige Störimpulse wird. Außerdem kann dadurch die Sendeleistung pro Hz verringert werden. WCDMA wird zum Beispiel bei UMTS verwendet, indem zur Unterscheidung zwischen den Teilnehmern verschiedene Spreizcodes genutzt werden.
In UMTS wird zur Datenübertragung mit WCDMA ein 5 MHz breites Frequenzband verwendet. Dabei wird im FDD (Frequency Division Duplex) und TDD (Time Division Duplex) eine Chiprate (s. Spreizcode) von 3,84 Mcps (Megachips per second) genutzt. Weiterhin ist das Narrowband CDMA definiert, das im TDD mit 1,28 Mcps betrieben wird und lediglich ein 1,6 MHz breites Frequenzband nutzt. Die UMTS-Konfigurationen der beiden Verfahren sind in der 3GPP-Spezifikation 25.201 beschrieben.
Die vom WCDMA verwendeten Codes dürfen sich nicht gegenseitig beeinflussen. Aus diesem Grund müssen sie orthogonal zueinander stehen. Man spricht von einem orthogonalen Code, wenn die Kreuzkorrelation der codierten Signalfolgen null ergibt. Auf diese Weise kann der Empfänger das aus mehreren Sendern zusammengesetzte Übertragungssignal wieder in die ursprünglichen Einzelsignale dekodieren.